# Emma Willard
Emma Willard (ur. 23 lutego 1787 w Berlinie jako Emma Hart, zm. 15 kwietnia 1870 w Troy) – amerykańska pedagożka i pisarka, założycielka Troy Female Seminary.

## Życiorys
Kształciła się w rodzinnym Berlinie (stan Connecticut). Przeprowadziła się następnie do Middlebury, gdzie w 1814 roku powołała do życia Middlebury Female Seminary; pięć lat później założyła w Waterford kolejną szkołę, a w 1821 roku zamieszkała w Troy. We wrześniu tegoż roku otworzyła tam Troy Female Seminary, której dyrektorką była do 1838 roku; w 1895 roku nazwę tej szkoły zmieniono na Emma Willard School.

## Wybrane prace[1]
- Proposing a Plan for Improving Female Education (1819)
- History of the United States, or Republic of America (1828)
- The Fulfilment of a Promise (1831)
- A System of Universal History in Perspective (1835)
- A Treatise on the Motive Powers Which Produce the Circulation of the Blood (1846)
- Last Leaves of American History (1849)
- Universal History for Schools (1849)
- Willard’s Historic Guide: Guide to the Temple of Time (1849)
- Astronography; or Astronomical Geography (1854)
- Morals for the Young (1857)

## Życie prywatne
Była córką farmera. W 1809 roku poślubiła lekarza Johna Willarda, który zmarł w 1825 roku.